# Echinohelea flava
Echinohelea flava är en tvåvingeart som beskrevs av Tokunaga 1963. Echinohelea flava ingår i släktet Echinohelea och familjen svidknott. Inga underarter finns listade i Catalogue of Life.